# Illes Lucayas
Les illes Lucayas, arxipèlag de les Lucayas o arxipèlag Bahama és un arxipèlag que compren les Bahames i les illes Turks i Caicos. L'arxipèlag està situat a l'oest de l'oceà Atlàntic, al nord de les Antilles, a l'est i sud-est de Florida, i al nord de l'equador.
William Keegan escriu que l'arxipèlag Bahama inclou els territoris, tant de la Commonwealth de les Bahames i les Illes Turks i Caicos, i va afegir: "consideracions polítiques modernes de banda, les illes formen una sola arxipèlag amb arrels geològiques, ecològiques, i culturals comunes". A causa que les nacions de l'Arxipèlag de les Lucayas no es troben prop del Mar Carib, són tècnicament part de les Índies Occidentals (en concret les Índies Occidentals Britàniques), però no del Carib. Són, però, sovint agrupats amb les nacions del Carib per a més comoditat.

## Federació proposada
Els líders de les Bahames i les Illes Turks i Caicos van discutir la possibilitat de formar una federació en 2010. La federació tindria una extensió de 14.308 kilòmetres quadrats i una població de 356.536 habitants.

## Països i Territoris
- Bahames
- illes Turks i Caicos (Regne Unit)